# Ceti Mensa
La Ceti Mensa è una struttura geologica della superficie di Marte.